# Madylin Sweeten
Madylin Sweeten est une actrice américaine, née le 27 juin 1991 à Brownwood, au Texas.
Elle est surtout connue pour avoir incarné Ally Barone dans la série télévisée Tout le monde aime Raymond.

## Filmographie
Sauf indication contraire, les informations mentionnées dans cette section peuvent être confirmées par la base de données cinématographiques IMDb,  présente dans la section « Liens externes ».

### Télévision
- 1996 : En souvenir de Caroline (A Promise to Carolyn) (téléfilm) de Jerry London : Debra jeune
- 1996-2005 : Tout le monde aime Raymond (Everybody Loves Raymond) (série télévisée) : Ally Barone
- 1998 : The Christmas Path (téléfilm) de Bernard Salzmann : Dora
- 2001 : Ask Me No Questions (téléfilm) de Mary-Ann Anderson

### Cinéma
- 1999 : Toy Story 2 : une femme (voix)
- 1999 : Nello et le Chien des Flandres (A Dog of Flanders) : Aloise jeune
- 2003 : American Splendor : Danielle Batone
- 2008 : L'Œil du mal de D. J. Caruso : Becky
- 2016 : Sam and Me de Brian Kirk : Lauren Frederick